# Yo Majesty
Yo Majesty je americká hip-hopová skupina, která se skládá ze Shon B, zpěváka Jwl B a dříve též Shundy K. Producentem je britská electro skupina HardfeelingsUK.
Yo! Majesty se zařadila do dvou seznamů magazínu NME, respektive 'Top 11 new bands of 2008' a '25 Most Exciting Bands In America'.

## Historie
Mezi současné členy skupiny patří Windy Baynham (Jwl B) a Shon Burt (Shon B). Původním členem byla i Shunda K, ale ta odešla kvůli finančním nesrovnalostem. Členové Yo Majesty jsou křesťanského vyznání a zároveň lesbické orientace. Zmínkou stojí, že Shunda K byla v minulosti vdaná za muže.
Mezi styly, které ovlivnily tuto skupinu patří punk rock, electro, crunk a baltimorovská klubová hudba.

## Diskografie

### Alba
| Rok  | Album                                     | Label          |
| ---- | ----------------------------------------- | -------------- |
| 2006 | Yo EP                                     | Out There      |
| 2008 | Kryptonite Pussy EP                       | Domino Records |
| 2008 | Futuristically Speaking...Never Be Afraid | Domino Records |

### Single
| Rok  | Název          | Album                          | Label                |
| ---- | -------------- | ------------------------------ | -------------------- |
| 2008 | "Pony Girl"    | Anarchy & Alchemy Dub Gabriela | Destroy All Concepts |
| 2008 | "Sweat Shop"   | Stainless Style Neona Neona    | Lex Records          |
| 2008 | "Don't Let Go" |                                |                      |